# HMS Royal Oak (1664)
HMS Royal Oak (ang: Królewski dąb) – angielski XVII-wieczny okręt liniowy II-rangi. Pierwszy z ośmiu okrętów Royal Navy, noszących tę nazwę do dzisiaj.

## Historia
Okręt został zbudowany w stoczni Portsmouth Dockyard w Portsmouth pod kierunkiem szkutnika Johna Tippettsa na krótko przed wybuchem drugiej wojny angielsko-holenderskiej. Nazwa „Royal Oak” pochodzi od dębu, na którym szukał schronienia, po przegranej w 1651 bitwie pod Worcester, późniejszy król Anglii Karol II Stuart.
13 czerwca 1665 roku „Royal Oak” wziął udział po raz pierwszy w boju w zwycięskiej dla Anglików bitwie pod Lowestoft. Swój udział w zwycięstwie miał też „Royal Oak” który przyczynił się do zdobycia, silnie uzbrojonego w 76 dział, holenderskiego statku Kompanii Wschodnioindyjskiej „Oranje” (zarówno w czasie pierwszej, jak i drugiej wojny angielsko-holenderskiej, z powodu angielskiej przewagi w okrętach, Holendrzy wykorzystywali w boju duże, uzbrojone żaglowce handlowe).
W 1667 roku „Royal Oak” wraz z innymi okrętami Royal Navy stał na kotwicy w porcie w Chatham na rzece Medway. Niespodziewany atak floty holenderskiej pod dowództwem admirała de Ruytera przyniósł Royal Navy kompromitującą klęskę. W dniach 22–24 czerwca Holendrzy zniszczyli poważną część angielskiej floty i doków w Chatham podczas bitwy na rzece Medway. Zatopiony na płytkiej wodzie i porzucony przez załogę „Royal Oak” został podpalony przez holenderskie brandery. Spośród niekompetentnych dowódców i mało walecznych załóg wyjątkową postawą odznaczył się kapitan wojsk lądowych Archibald Douglas, który nie opuścił posterunku i zginął na pokładzie „Royal Oak”.
Częściowo zniszczony „Royal Oak” został następnie wydobyty i całkowicie odbudowany jako nowy okręt, noszący tę samą nazwę „Royal Oak”. Ze względu na duże trudności finansowe króla Karola II wynikające z wyludnienia i zniszczenia Londynu (epidemia dżumy i wielki pożar), a co za tym idzie znaczny spadek wpływów z podatków oraz klęski Royal Navy i przegranej wojny z Holandią, odbudowa okrętu znacznie przeciągnęła się w czasie.